# Odd Emil Ingebrigtsen
Odd Emil Ingebrigtsen (* 8. Oktober 1964 in Bodø) ist ein norwegischer Politiker der konservativen Partei Høyre. Seit 2023 ist er Bürgermeister der Kommune Bodø. Von März 2020 bis Oktober 2021 war er der Fischereiminister seines Landes.

## Leben
Nach dem Abschluss der Schule im Jahr 1984, besuchte er von 1984 bis 1986 die Hochschule Bodø, wo er Fischereiwirtschaft studierte. Das Studium brach er ab, da er nach Oslo ging, um Generalsekretär der Jugendorganisation Unge Høyre zu werden. Er hatte den Posten von 1986 bis 1989 inne. Ingebrigtsen war von 1989 bis 1993 sogenannter Vararepresentant, also Ersatzabgeordneter, im norwegischen Parlament Storting. Er kam dabei allerdings zu keinem Einsatz für seine Provinz Nordland. Zwischen 1983 und 2011 war er Mitglied im Stadtrat von Bodø und als solcher auch Bürgermeisterkandidat für seine Partei. Beruflich war er von 1988 bis 2004 als Buchhändler tätig. Von 2004 bis 2010 besaß er den Verlag Emil og Jensen Forlag und von 2007 bis 2009 die Galleri Sjøgata. Zwischen 2008 und 2013 war Ingebrigtsen Geschäftsführer der Wohnungsgenossenschaft Bodø Boligbyggelag (NOBL) und anschließend bis 2018 bei der regionalen Entwicklungsgesellschaft Bodøregionens Utviklingsselskap. In der Zeit zwischen 2018 und 2020 war er schließlich Chef  beim Energieunternehmen Indre Salten Energi.
Am 24. Januar 2020 wurde Ingebrigtsen Staatssekretär im Öl- und Energieministerium. Nachdem Geir Inge Sivertsen von seinem Posten als Fischereiminister zurückgetreten war und Torbjørn Røe Isaksen das Amt kommissarisch übernommen hatte, wurde Ingebrigtsen am 13. März 2020 zum neuen Fischereiminister der Regierung Solberg ernannt. Seine Amtszeit endete mit dem Abtritt der Regierung am 14. Oktober 2021.
Im Anschluss an die Kommunalwahlen im Herbst 2023 wurde Ingebrigtsen zum Bürgermeister von Bodø gewählt.